# Harald Tigerström
Carl Albert Harald Tigerström, född 16 augusti 1914 i Vena församling, död 19 juni 2009 i Linköpings domkyrkoförsamling, var en svensk präst och lokalhistorisk skriftställare med kyrkohistorisk inriktning.

## Biografi
Harald Tigerström var son till folkskolläraren Albert Tigerström och Astrid Edgren. Efter studentexamen i Eksjö blev han 1933 student vid Lunds universitet, där han avlade teologisk-filosofisk examen 1934 och teologie kandidatexamen 1937. Han fortsatte sina studier och blev teologie licentiat vid Uppsala universitet 1942 och filosofie kandidat vid Stockholms universitet 1961.
Tigerström prästvigdes 15 december 1937 för Linköpings stift. Efter missiv till Virserums församling, Skänninge församling, Västra Eds församling och Herrestads församling blev han 1 januari 1942 stiftsadjunkt i Linköpings stift. 1 april 1945 blev han kyrkoadjunkt i Linköpings domkyrkoförsamling och komminister där 1 oktober 1956. 1 mars 1962 tillträdde han tjänsten som kyrkoherde i S:t Lars församling i Linköping. Församlingen var vid denna tid en av Sveriges största. Nya kyrkor byggdes i Tannefors, Johannelund och Berga. Denna tjänst kvarstod han i till pensioneringen. Han utnämndes 1976 till kontraktsprost i Domprosteriet.
Han tjänstgjorde som militärpastor vid Östgöta flygflottilj 1945–1948 och vid Livgrenadjärregementet 1947–1965. För sina insatser som militärpastor vid svenska frivilligbataljonen under finska vinterkriget utnämndes han till riddare av Finlands Vita Ros’ orden. Tigerström blev ledamot av Nordstjärneorden 1970.
Tigerström var verksam inom kultur- och föreningslivet i Linköping. Han verkade inom scoutrörelsen och var också ordförande för Linköpings Allmänna Simsällskap (LASS). Han var också verksam som lokalhistorisk skriftställare, framför allt med kyrkohistorisk inriktning.
Harald Tigerström är begraven på Gamla griftegården i Linköping.